# Lo Chaslar
Lu Chaslar (en francès Le Chalard) és un municipi francès situat al departament de l'Alta Viena i a la regió de la Nova Aquitània.

## Demografia
| 1962                                       | 1968 | 1975 | 1982 | 1990 | 1999 | 2007 |
| ------------------------------------------ | ---- | ---- | ---- | ---- | ---- | ---- |
| 353                                        | 320  | 283  | 225  | 234  | 246  | 284  |
| Des de 1962: població sense dobles comptes |      |      |      |      |      |      |

## Administració
| Període   | Identitat           | Partit |
| --------- | ------------------- | ------ |
| 1995-2001 | Philippe Chabassier | UMP    |
| 2001-2010 | Marcel Bonnaud      |        |
| 2010-     | Bruno Deluret       |        |